# ایکارباس
ایکارباس (انگلیسی: Ikarbus) شرکت اتوبوس‌سازی صربستانی است، که در سال ۱۹۹۱ تأسیس شد.